# ベンジャミン・フレッチャー
ベンジャミン・フレッチャー（Benjamin Fletcher、1992年3月13日 - ）は、アイルランドの柔道選手。イギリスのレディング出身。階級は100kg級。身長185cm。姉は70kg級のメーガン・フレッチャー。

## 人物
2011年の世界ジュニア90kg級ではイギリス代表で3位になった。その後は100kg級に階級を上げて一定の実績を残すと、2016年にはリオデジャネイロオリンピックに出場するも、初戦でジョージアのベカ・グビニアシビリに合技で敗れた。バースを拠点に長年活動していたが、オリンピック後にイギリスナショナルチームの拠点であるウォールソールに移らないと強化選手から外されて資金援助もされないことになったため、アイルランド人とのハーフであることも相俟って、2017年にアイルランドへ国籍を変更した。2018年のグランプリ・チュニスでアイルランドの選手として初めてとなるIJFワールド柔道ツアー優勝を飾った。続くグランドスラム・デュッセルドルフでも2位となった。2019年にはグランプリ・マラケシュで優勝した。2021年7月に日本武道館で開催された東京オリンピックでは姉とともに出場を果たすも、初戦でウズベキスタンのムハンマドカリム・フラモフに敗れた。

## 主な戦績
- 2011年 - 世界ジュニア　3位(90kg級)
- 2013年 - パンナムオープン・モンテビデオ　優勝
- 2015年 - アフリカオープン・チュニス　優勝
- 2015年 - グランプリ・ウランバートル　3位
- 2015年 - アフリカオープン・ポートルイス　優勝
- 2016年 - アフリカオープン・カサブランカ　優勝
- 2017年 - グランプリ・カンクン　2位
- 2018年 - グランプリ・チュニス　優勝
- 2018年 - グランドスラム・デュッセルドルフ　2位
- 2018年 - グランプリ・アンタルヤ　3位
- 2018年 - ワールドマスターズ　7位
- 2019年 - グランプリ・テルアビブ　2位
- 2019年 - グランプリ・マラケシュ　優勝
- 2019年 - グランドスラム・バクー　3位
- 2019年 - グランプリ・フフホト　2位

(出典、JudoInside.com)